# Porites baueri
Porites baueri là một loài san hô trong họ Poritidae. Loài này được Squires mô tả khoa học năm 1959.